# Lijst van rijksmonumenten in Leiden/Bos- en Gasthuisdistrict
Het Bos- en Gasthuisdistrict van Leiden kent 20 inschrijvingen in het rijksmonumentenregister; hieronder een overzicht.

## Haagweg-Noord
De buurt Haagweg-Noord kent 7 rijksmonumenten:
| Object | Oorspronkelijke functie?  | Bouwjaar    | Architect | Locatie    | Coördinaten?                 | Nr.?   | Afbeelding |
| --- | ------------------------- | ----------- | --------- | ---------- | ---------------------------- | ------ | --- |
| Villa Rozenhof | Woonhuis                  | 1896-1897   |           | Haagweg 13 | 52° 9' 34" NB, 4° 28' 37" OL | 515114 | Meer afbeeldingen |
| Pand zonder verdieping onder dwarsgeplaatst zadeldak, bevat schuifvensters met onder T-vorm een roedenverdeling in bovenlicht; paneeldeuren met snijraam, dakkapel, 15-ruitsschuifvenster in achtergevel; houten goot op klossen aan voor- en achterzijde                                     | Woonhuis                  | 18e eeuw    |           | Haagweg 51 | 52° 9' 28" NB, 4° 28' 25" OL | 24706  | Pand zonder verdieping onder dwarsgeplaatst zadeldak, bevat schuifvensters met onder T-vorm een roedenverdeling in bovenlicht; paneeldeuren met snijraam, dakkapel, 15-ruitsschuifvenster in achtergevel; houten goot op klossen aan voor- en achterzijde                                     |
| Pand zonder verdieping, onder dwarsgeplaatst zadeldak met gepleisterde zijgevel, houten goot op klossen aan voor- en achterzijde, bevat iets teruggelegen ingang, snijraam bovenlicht, schuifvensters met T-vorm beneden, roedenverdeling in bovenlicht, 15-ruitsschuifvenster in achtergevel | Woonhuis                  | 18e eeuw    |           | Haagweg 51 | 52° 9' 28" NB, 4° 28' 25" OL | 24705  | Pand zonder verdieping, onder dwarsgeplaatst zadeldak met gepleisterde zijgevel, houten goot op klossen aan voor- en achterzijde, bevat iets teruggelegen ingang, snijraam bovenlicht, schuifvensters met T-vorm beneden, roedenverdeling in bovenlicht, 15-ruitsschuifvenster in achtergevel |
| Pand zonder verdieping onder dwarsgeplaatst zadeldak met gepleisterde zijgevel, waarin ingang met in top een halfrond venster, T-venster in voorgevel. Houten goot op klossen aan voor- en achterzijde, 6-ruitsvenster in achtergevel                                                         | Woonhuis                  | 18e eeuw    |           | Haagweg 51 | 52° 9' 28" NB, 4° 28' 25" OL | 24707  | Meer afbeeldingen |
| d'Heesterboom | Industrie- en poldermolen | 1856 / 1981 |           | Haagweg 57 | 52° 9' 24" NB, 4° 28' 21" OL | 25653  | Meer afbeeldingen |
| Langgerekte, gesloten loods opgetrokken in hout delen (rabat) onder pannen zadeldak tussen puntgevels. Te linkerzijde aangekapt een aanbouw onder lessenaarsdak | Industrie                 |             |           | Haagweg 59 | 52° 9' 22" NB, 4° 28' 20" OL | 24709  | Langgerekte, gesloten loods opgetrokken in hout delen (rabat) onder pannen zadeldak tussen puntgevels. Te linkerzijde aangekapt een aanbouw onder lessenaarsdak |
| Langgerekte, open loods, opgetrokken in hout - met staand beschot - onder flauwhellend zadeldak met groot overstek tussen puntgevels, met uitzwenking naar de top, elk bekroond door een topstuk met gesneden zijvoluten                                                                      | Industrie                 |             |           | Haagweg 59 | 52° 9' 22" NB, 4° 28' 20" OL | 24710  | Langgerekte, open loods, opgetrokken in hout - met staand beschot - onder flauwhellend zadeldak met groot overstek tussen puntgevels, met uitzwenking naar de top, elk bekroond door een topstuk met gesneden zijvoluten                                                                      |

## Oostvliet
De buurt Oostvliet kent 5 rijksmonumenten:
| Object | Oorspronkelijke functie? | Bouwjaar                                                   | Architect               | Locatie     | Coördinaten?                 | Nr.?  | Afbeelding              |
| --- | ------------------------ | ---------------------------------------------------------- | ----------------------- | ----------- | ---------------------------- | ----- | ----------------------- |
| Boerderij ""Oostvliet"" | Boerderij                | 17e eeuw                                                   |                         | Vlietweg 7  | 52° 8' 12" NB, 4° 28' 42" OL | 25637 | Boerderij ""Oostvliet"" |
| Boerderij. Langgerekt bouwlichaam. In de voorgevel oorspronkelijk houten kruiskozijn. Dwars geplaatste stal aan de weg         | Boerderij                | mogelijk 17e eeuw (boerderij) stal (eerste kwart 19e eeuw) |                         | Vlietweg 44 | 52° 8' 18" NB, 4° 29' 0" OL  | 25636 | Meer afbeeldingen       |
| Commissarishuis van de Trekweg naar Delft. Dwarshuis met hoog schilddak                                                        | Overheidsgebouw          | tweede kwart 17e eeuw                                      | Arent van 's-Gravesande | Vlietweg 70 | 52° 8' 3" NB, 4° 28' 19" OL  | 25638 | Meer afbeeldingen       |
| Boerderij. Grote hoeve met puntgevel, waarin ontlastingsbogen. Links een uitgebouwde opkamer. Stal met oude kozijnen en luiken | Boerderij                | 17e eeuw                                                   |                         | Vlietweg 80 | 52° 7' 59" NB, 4° 28' 11" OL | 25639 | Meer afbeeldingen       |
| Boerderij. Puntgevel met vlechtingen en ramen met goede roedenverdeling. Links een zomerhuis                                   | Boerderij                | mogelijk 17e eeuw                                          |                         | Vlietweg 82 | 52° 7' 53" NB, 4° 28' 8" OL  | 25640 | Meer afbeeldingen       |

## Vreewijk
De Vreewijk kent 8 rijksmonumenten:
| Object                                                                 | Oorspronkelijke functie? | Bouwjaar  | Architect                                           | Locatie                | Coördinaten?                 | Nr.?   | Afbeelding                                |
| ---------------------------------------------------------------------- | ------------------------ | --------- | --------------------------------------------------- | ---------------------- | ---------------------------- | ------ | ----------------------------------------- |
| Pharmaceutisch Laboratorium: dienstwoning                              | Dienstwoning             | 1899      | Jacobus van Lokhorst                                | Hugo de Grootstraat 28 | 52° 9' 10" NB, 4° 29' 7" OL  | 515049 | Pharmaceutisch Laboratorium: dienstwoning |
| Voormalig Pharmaceutisch laboratorium                                  | Onderwijs en wetenschap  | 1895-1897 | Jacobus van Lokhorst                                | Hugo de Grootstraat 32 | 52° 9' 9" NB, 4° 29' 7" OL   | 515050 | Meer afbeeldingen                         |
| Pharmaceutisch Laboratorium: hoofdgebouw                               | Onderwijs en wetenschap  | 1896-1898 | Jacobus van Lokhorst                                | Hugo de Grootstraat 33 | 52° 9' 8" NB, 4° 29' 6" OL   | 515048 | Meer afbeeldingen                         |
| 't Kasteeltje                                                          | Woonhuis                 | 1911      | Margaretha Nieuwenhuis-Van Uexküll Guldenbandt      | Jan van Goyenkade 44   | 52° 9' 3" NB, 4° 29' 2" OL   | 515113 | Meer afbeeldingen                         |
| Ehrenfesthuis                                                          | Woonhuis                 | 1913/44   | Tatjana Afanasjeva                                  | Witte Rozenstraat 57   | 52° 9' 5" NB, 4° 29' 1" OL   | 516100 | Meer afbeeldingen                         |
| Kantoorgebouw van het Leidsch Dagblad                                  | Handel en kantoor        | 1916-1917 | Willem Marinus Dudok met assistentie van J.J.P. Oud | Witte Singel 1         | 52° 9' 34" NB, 4° 28' 50" OL | 515086 | Meer afbeeldingen                         |
| Blokje van zes etagewoningen                                           | Woonhuis                 | 1903      |                                                     | Witte Singel 92        | 52° 9' 13" NB, 4° 29' 15" OL | 515085 | Meer afbeeldingen                         |
| Rijnzichtbrug: verkeersbrug, brugwachtershuisje en transformatorhuisje | Brug                     | 1932      |                                                     |                        | 52° 9' 35" NB, 4° 28' 44" OL | 515095 | Meer afbeeldingen                         |